# Hobbit (film 1977)
Hobbit (ang. The Hobbit) – amerykański animowany film fantasy z 1977 roku w reżyserii i produkcji Arthura Rankina Jr. i Julesa Bassa na podst. powieści Hobbit, czyli tam i z powrotem J.R.R. Tolkiena.
Film miał premierę w amerykańskiej telewizji NBC 27 listopada 1977. Fabuła filmu jest podobna do fabuły powieści, jednak niektóre elementy występujące w powieści zostały znacznie zmienione lub usunięte. Teksty piosenek występujące w powieści zostały w filmie zastosowane lub znacznie rozszerzone i uświetnione dla potrzeb filmowych.

## Fabuła
W Śródziemiu, przed erą człowieka, hobbit Bilbo Baggins z Hobbiton, położonego w Shire, prowadzi spokojne, pozbawione trosk życie. Pewnego dnia odwiedza go czarodziej Gandalf i drużyna trzynastu krasnoludów, namawiając go na wyprawę. Thorin, dowódca krasnoludów, opowiada jak wiele wieków temu zły smok Smaug wypędził jego dziadka Króla pod Górą i krasnoludy z ich królestwa w Samotnej Górze, a następnie zagarnął ich bogactwa. Bilbo, jako czternasty członek kompanii, ma odwrócić zły omen i otrzymuje stanowisko włamywacza. W zamian dostanie część zysków i pokrycie kosztów wyprawy. Bilbo ma opory, ale muzyka krasnoludów wzbudza w nim chęć przygody. Niepewny Bilbo opuszcza Hobbiton, kierując się radą Gandalfa, by w chwilach zwątpienia myśleć o przyjemnych rzeczach. 
Gdy nocą Gandalf znacznie ich wyprzedza, Bilbo i krasnoludy obozują niedaleko trolli. Bilbo próbuje wykraść im jedzenie, lecz wraz z krasnoludami zostaje porwany.  Z opresji ratuje ich Gandalf sprowadzając wcześniejszy świt - pod wpływem światła słonecznego  trolle zmieniają się w kamień. W jaskini trolli Bilbo odkrywa wykradzioną przez nie broń, którą on i reszta biorą ze sobą. Gandalf wręcza klucz i mapę do sekretnych przejść Samotnej Góry, którą 100 lat wcześniej otrzymał od ojca Thorina. Wyprawa dociera do elfickiej doliny Rivendell. Jej władca, Elrond, odkrywa na mapie dopisek, zapisany runami księżycowymi widocznymi tylko w blasku księżyca, ujawniający ukryte wejścia do Samotnej Góry, nieznane Smaugowi.
Gandalf znów wyprzedza kompanów, którzy chronią się przed burzą w górskiej jaskini, gdzie zostają pojmani przez gobliny zamieszkałe w tutejszych tunelach. Ich przywódca, Wielki Goblin, zaczyna ich przepytywać o cel podróży. Rozwścieczony widokiem elfickiego miecza Orcrista, jednej z broni z trollowej jaskini, rzuca się na Thorina, lecz ginie z zaskoczenia zabity przez Gandalfa Glamdringiem. Wszyscy uciekają przed goblinami, jednak Bilbo oddziela się od grupy i ląduje w pieczarze zamieszkałej przez stwora zwącego siebie Gollumem. Znajduje magiczny pierścień, który Gollum znalazł w dniu swych urodzin i od tej pory traktuje jako swój skarb. Gollum angażuje hobbita w grę w zagadki – jeśli wygra, stwór wskaże mu wyjście, w przeciwnym razie straci życie.
Gollum przegrywa i zamierza pokazać Bilbowi pierścień, po czym orientuje się, że jego skarb zaginął. Wówczas Bilbo uświadamia sobie, że pierścień daje moc niewidzialności i unikając gniewu Golluma, podąża za nim do wyjścia. Bilbo dołącza do kompanów, ale wraz z nimi musi uciekać przed goblinami na wargach. Ratują ich orły, których król spłaca dług wdzięczności u Gandalfa. Orły zanoszą kompanię na skraj Mrocznej Puszczy. Gandalf opuszcza grupę z powodu nagłych spraw na dalekim południu i swym zastępcą mianuje Bilba. Magiczny pierścień i znaleźny u trolli sztylet, zwany Żądłem, okazują się być pomocnymi dla hobbita i jego kompanów w walce z wielkimi pająkami. Jednak krasnoludy zostają schwytane przez zamieszkujące puszczę leśne elfy i trafiają przed oblicze ich króla.
Gdy krasnoludy odmawiają wyjaśnień co do swojej wizyty w lesie, król elfów wtrąca ich do lochów. Kiedy leśne elfy upijają się winem, Bilbo uwalnia kompanów, kradnąc klucz pijanemu strażnikowi. Ukryci w beczkach uciekają wzdłuż rzeki w kierunku ludzkiego skupiska Miasto nad Jeziorem. Mieszkańcy, którym Smaug zniszczył ich dawną gminę Dale, napajają krasnoludy i życzą powodzenia w pokonaniu smoka. Po dotarciu na Samotną Górę, Bilbo z pomocą drozda odkrywa sekretne przejście. Bilbo z drozdem wchodzi do środka i spotyka Smauga. Odkrywa u niego łatę skóry niepokrytą ochronnymi łuskami. Udaje mu się wykraść jedną ze strzeżonych przez Smauga kosztowności i uciec, drwiąc ze smoka. Wściekły Smaug odlatuje, aby zniszczyć Miasto nad Jeziorem, lecz ginie z ręki Barda, który strzałą z łuku trafia go w niechronione łuskami miejsce.
Krasnoludy cieszą odzyskanym bogactwem, ale mianowany królem Bard chce pokrycia za zniszczone miasto. Podobnego zadośćuczynienia domaga się król elfów. Thorin odmawia i wzywa armię jego kuzyna Dáina z Żelaznych Wzgórz. Konflikt przerywa Gandalf z wieściami o nadciągającej armii goblinów, co jednoczy zwaśnione strony. W bitwie, wspieranej przez orły, gobliny zostają zwyciężone, jednak ginie siedmiu z krasnoludów, w tym Thorin. Rasy zawierają pokój, a Bilbo wraca do domu z zarobkiem i pierścieniem, by spisać swe przygody. Gandalf uświadamia mu, że historia jego, jak i pierścienia jeszcze się nie skończyła.

## Obsada głosowa
- Orson Bean – Bilbo Baggins
- John Huston – Gandalf / Narrator
- Hans Conried – Thorin Dębowa Tarcza
- Richard Boone – Smaug
- Brother Theodore – Gollum
- Paul Frees –
  - Bombur,
  - Troll #1
- Jack DeLeon –
  - Dwalin,
  - Fíli,
  - Kíli,
  - pająki,
  - leśne elfy,
  - mieszkańcy Miasta nad Jeziorem,
  - Troll #2
- Don Messick –
  - Balin,
  - Król orłów,
  - gobliny,
  - Troll #3
- John Stephenson –
  - Dori,
  - Bard,
  - Wielki Goblin
- Otto Preminger – król elfów
- Cyril Ritchard – Elrond
- Thurl Ravenscroft –
  - gobliny (partie wokalne),
  - Bolg,
  - chór
- Glenn Yarbrough – balladysta